# 北京地铁S6线
北京地铁S6线（新城联络线）是北京地铁的一条正在规划中的线路，是《北京市轨道交通第三期建设规划》中计划建设的线路。该线南起大兴新城站，北至3号航站楼站，一期线路全程长64.4公里，设站9座，途径北京市通州区、大兴区、顺义区。该线路嘉会湖站至徐辛庄站区间近期与怀兴城际铁路共线。

## 历史
北京地铁S6线最初规划为连接通州、顺义、大兴等北京郊区新城的联络线，也称北京地铁21号线。随着大兴国际机场的建设和京津冀协同发展战略的提出，该线路一度升级为城际铁路，即“城际铁路联络线”。线路由首都机场向南经北京城市副中心，到达亦庄后分两支，一支前往廊坊和大兴机场，另一支前往大兴和房山。
而后S6线又以“区域快线”的形式从城际铁路联络线中独立出来，形成一条城际铁路（城际铁路联络线）和一条区域快线（北京地铁S6线）共存的局面（与城际铁路联络线相比，区域快线的形式更接近地铁，更加便于通勤，且属于北京地铁系统），在通州区的线路也互相错开有所不同。
根据《北京市轨道交通线网规划（2020年-2035年） （页面存档备份，存于）》：城际铁路联络线（怀兴城际铁路）全线基本被列入；S6线大兴房山段（嘉会湖以西）得到保留，通州段（嘉会湖经通运门至徐辛庄）降级为预留廊道，徐辛庄以北段（早期规划内容）则被移出规划（可通过跨线至京承铁路实现新城联络的功能）。
2023年6月，北京地铁S6线进行第一次环评公示。

## 车站列表
| 站名         | 里程（米） | 站间距（米） | 换乘                                                   | 行政区 | 开通日期 | 站台形式 | 开门方向 |
| ------------ | ---------- | ------------ | ------------------------------------------------------ | ------ | -------- | -------- | -------- |
| 大兴新城     |            |              | █ 大兴机场线                                           | 大兴区 | 規劃中   |          |          |
| 瀛海南       |            |              | 不適用                                                 | 大兴区 | 規劃中   |          |          |
| 开发区西区   |            |              | 不適用                                                 | 大兴区 | 規劃中   |          |          |
| 马驹桥       |            |              | 不適用                                                 | 通州区 | 規劃中   |          |          |
| 嘉会湖       |            |              | █ 17号线                                               | 通州区 | 規劃中   |          |          |
| 花庄         |            |              | █ 八通线 █ 7号线                                       | 通州区 | 規劃中   |          |          |
| 城市副中心站 |            |              | █ 平谷线 █ M101号线 █ 6号线北运河东站 北京城市副中心站 | 通州区 | 規劃中   |          |          |
| 宋庄艺术小镇 |            |              | 不適用                                                 | 通州区 | 規劃中   |          |          |
| 徐辛庄       |            |              | 不適用                                                 | 通州区 | 規劃中   |          |          |
| 3号航站楼    |            |              | █ 20号线 █ 首都机场线                                  | 顺义区 | 規劃中   |          |          |
| 备注         |            |              |                                                        |        |          |          |          |